# Station Cooksbridge
Cooksbridge is een spoorwegstation van National Rail in Lewes in Engeland. Het station is eigendom van Network Rail en wordt beheerd door Southern. 